# Raïon d'Ardatov
Ne doit pas être confondu avec le raïon d'Ardatov dans l'oblast de Nijni Novgorod
Le raïon d'Ardatov (en russe : Ардатовский район, Ardatovski raion, en erzya : Ардатовань аймак, en moksha : Ардатовань аймак) est un raïon de la république de Mordovie, en Russie.

## Géographie
D'une superficie de 1 192,5 km2, le raïon d'Ardatov est situé au nord-est de la république de Mordovie.
Son centre administratif est la ville d'Ardatov.
Environ 23,7 % de la superficie du raïon d'Ardatov est occupée par des forêts.

## Démographie
La population du raïon d'Ardatov a évolué comme suit:
| 1970   | 1979   | 1989   | 2002   | 2009   |
| ------ | ------ | ------ | ------ | ------ |
| 48 300 | 41 871 | 36 494 | 31 565 | 28 804 |

| 2011   | 2015   | 2020   | - | - |
| ------ | ------ | ------ | - | - |
| 29 254 | 26 689 | 23 982 | - | - |

## Galerie

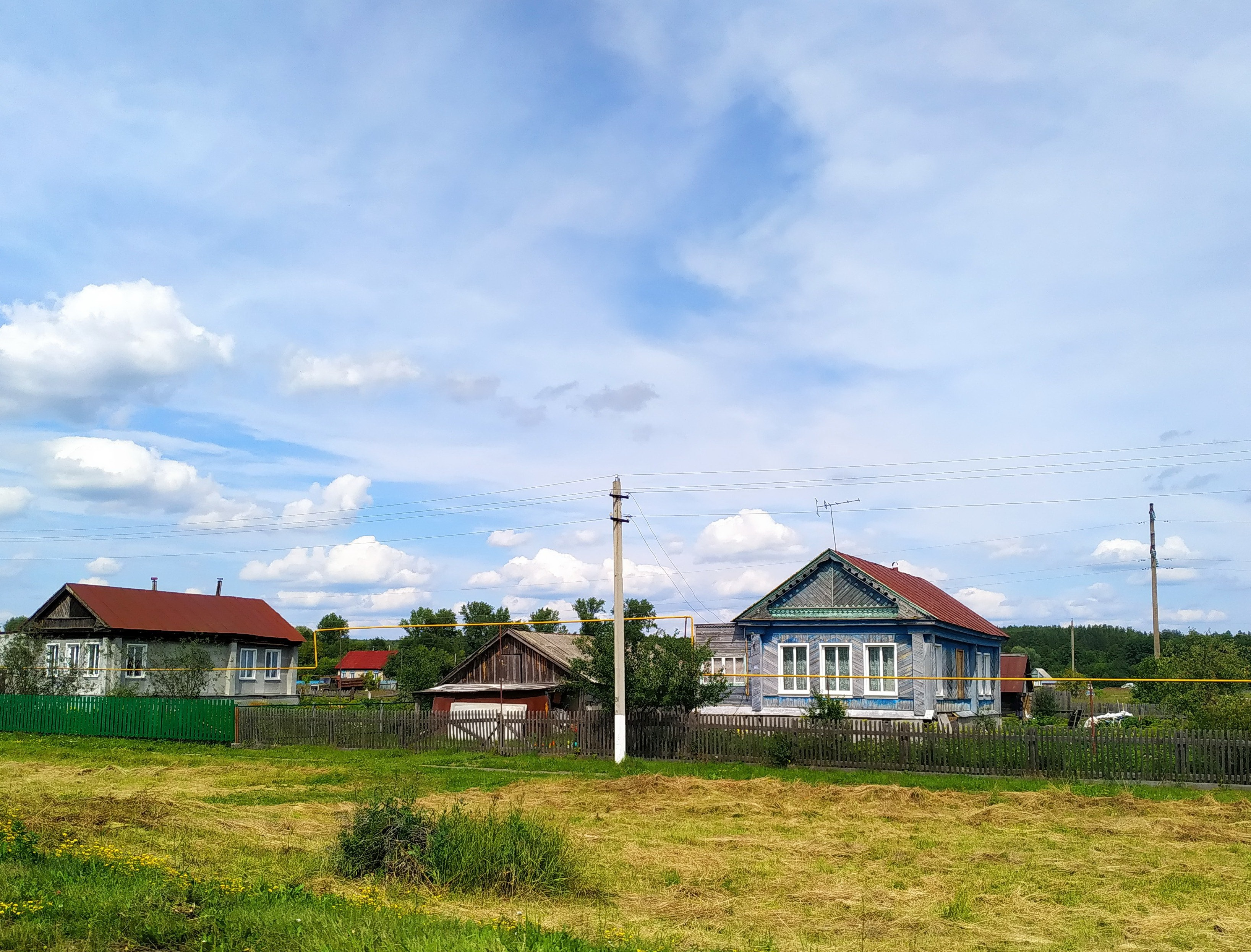
Oktyabrsky.
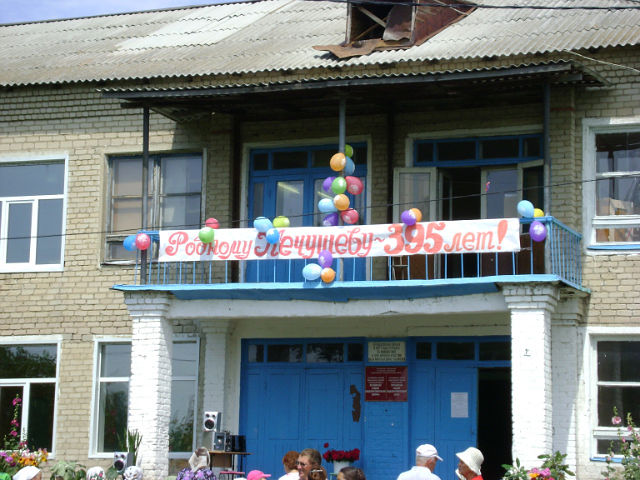
École secondaire Ketchuchevskaya.
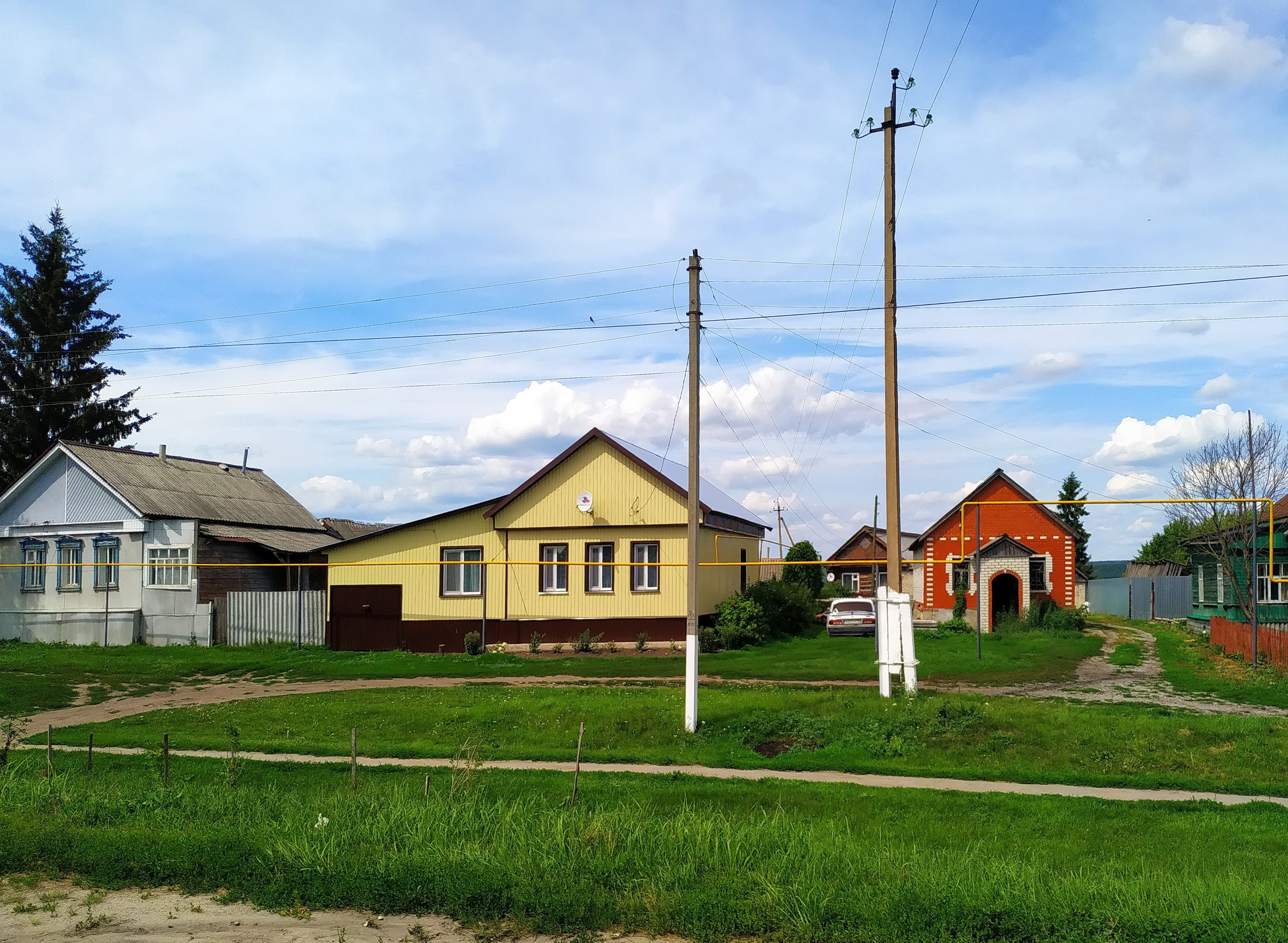
Tourgenevo.